# آزادی رفت‌وآمد فلسطینیان

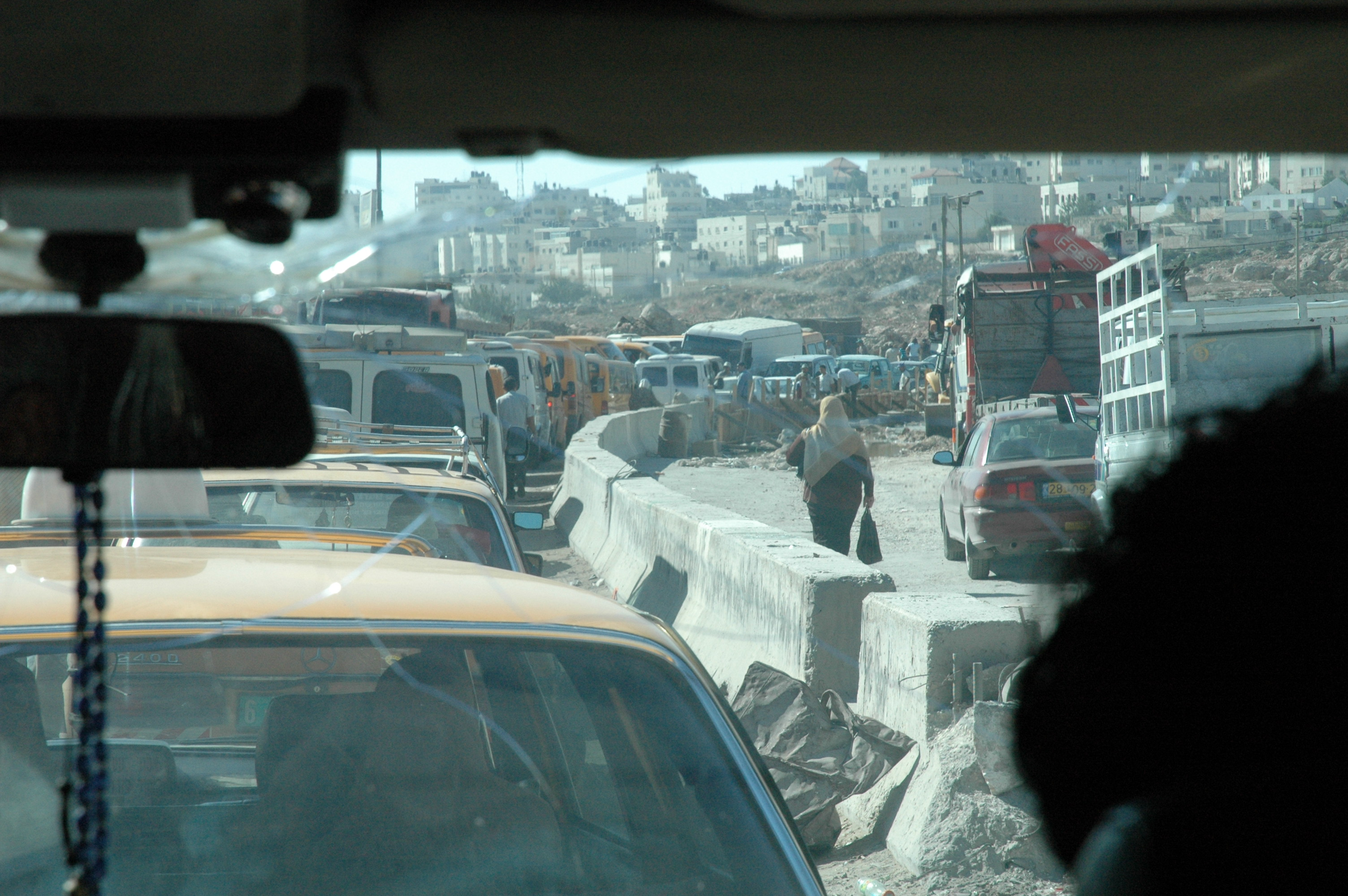
ایست بازرسی کالاندیا، اوت ۲۰۰۴

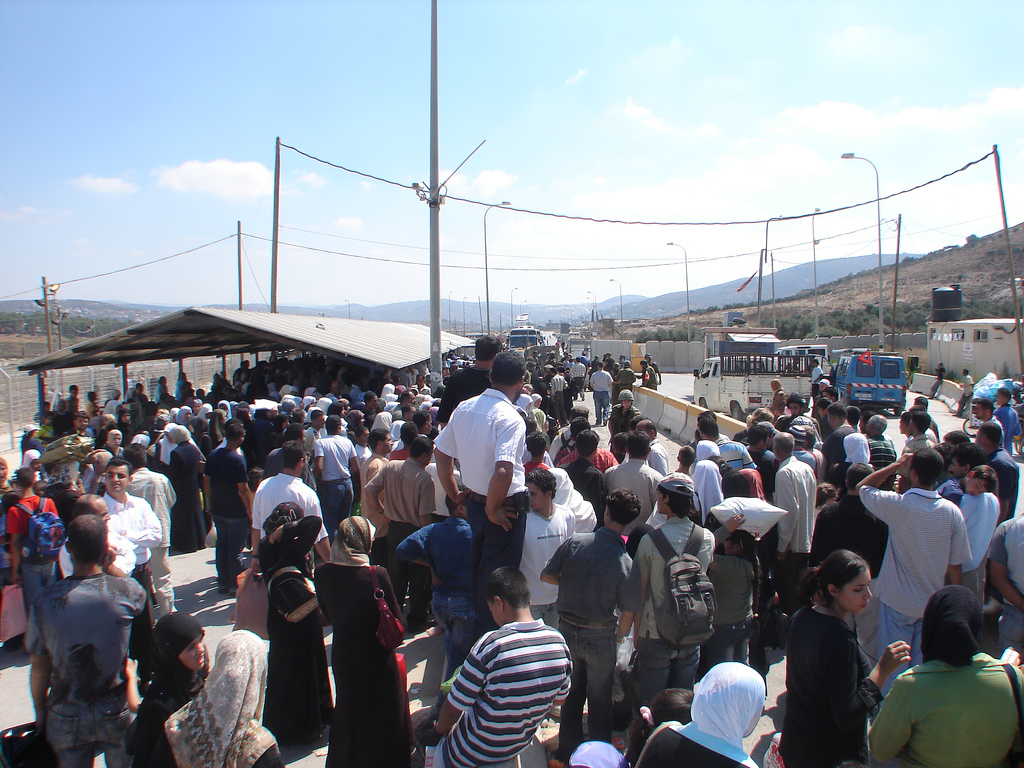
ایست بازرسی هوارا، جنوب نابلس.

محدودیت تردد فلسطینیان در اراضی اشغالی توسط اسرائیل موضوعی در مناقشه اسرائیل و فلسطین است. به گفته بتسلیم، پس از جنگ ۱۹۶۷، سرزمین‌های اشغالی منطقه نظامی بسته اعلان شد. در سال ۱۹۷۲، دستورهای خروج عمومی صادر شد که به ساکنان آن مناطق اجازه می‌داد آزادانه بین کرانه باختری، اسرائیل و نوار غزه تردد کنند. پس از انتفاضه اول تا سال ۱۹۹۱، دستورهای عمومی خروج لغو شد و مجوزهای خروج شخصی برای این کار لازم بود. به گفته بتسلیم، برای اولین بار در سال ۱۹۹۳ تدابیری برای انسداد کلی مناطق اتخاذ شد و به دنبال افزایش خشونت‌های سیاسی فلسطین، به انسداد کامل منجر شد.
در اواسط دهه ۱۹۹۰، با امضای توافقنامه اسلو و تقسیم کرانه باختری و نوار غزه به سه بخش اداری مجزا، تغییرات چندانی در این محدودیت‌ها ایجاد نشد. انسدادهای جامع پس از وقوع انتفاضه دوم منجر به ممنوعیت تقریباً کامل چند ماهه حرکت فلسطینیان به اسرائیل و بین کرانه باختری و نوار غزه شد. سپس اسرائیل اجازه سفر محدود فلسطینیان به اسرائیل را برای درمان، تجارت و سایر نیازها داد و به تعداد محدودی از کارگرها اجازه کار در اسرائیل داده شد. این وضعیت تا سال ۲۰۱۰ همچنان پابرجا بود. اسرائیل گهگاه به دنبال اعمال خشونت‌آمیز فلسطینی‌ها و در طول تعطیلات اسرائیل، همچنان انسدادهای جامع برقرار می‌کند و مجوزها را لغو می‌کند. اسرائیل می‌گوید که این محدودیت‌ها برای محافظت از اسرائیلی‌های ساکن در اسرائیل و شهرک‌های اسرائیلی لازم است.
اسرائیل با استفاده از سیستم ایست‌های بازرسی دائمی، موقت و تصادفی، سد کرانه باختری و با ممنوعیت استفاده فلسطینی‌ها از جاده‌ها، محدودیت‌هایی را بر آزادی رفت و آمد فلسطینیان در کرانه باختری اعمال می‌کند. گزارش بانک جهانی در سال ۲۰۰۷ به این نتیجه رسید که کرانه باختری «در حال تجربه محدودیت‌های شدید و در حال گسترش دررفت و آمد و دسترسی، سطوح بالای پیش بینی ناپذیری و اقتصاد در حال تقلا است». موانع فیزیکی بدون سرنشین برای مسدود کردن جاده‌ها و مسیرها ممکن است شامل توده‌های خاکی، بلوک‌های بتنی، سنگ‌های بزرگ، موانع، خندق‌ها و دروازه‌های فلزی باشد. انسدادهای فیزیکی ممکن است اغلب بر اساس شرایط سیاسی و امنیتی تغییر کنند.
به گفته مقامات اسرائیلی، طی سال‌های ۲۰۰۸–۲۰۰۹، تعداد قابل توجهی از ایست‌های بازرسی حذف شدند. از ژوئیه ۲۰۰۹، مقامات اسرائیلی گزارش دادند که ۲۷ ایست بازرسی و ۱۴۰ سد معبر به منظور کاهش محدودیت‌های امنیتی در کرانه باختری برداشته شده‌است. گفته می‌شود که در سال ۲۰۰۸، ۱۴۰ انسداد جاده ای دیگر به روی ترافیک باز شد. تا سال ۲۰۰۹، ۵۰۴ انسداد جاده خاکی و ۱۴ ایست بازرسی در کرانه باختری وجود داشت.

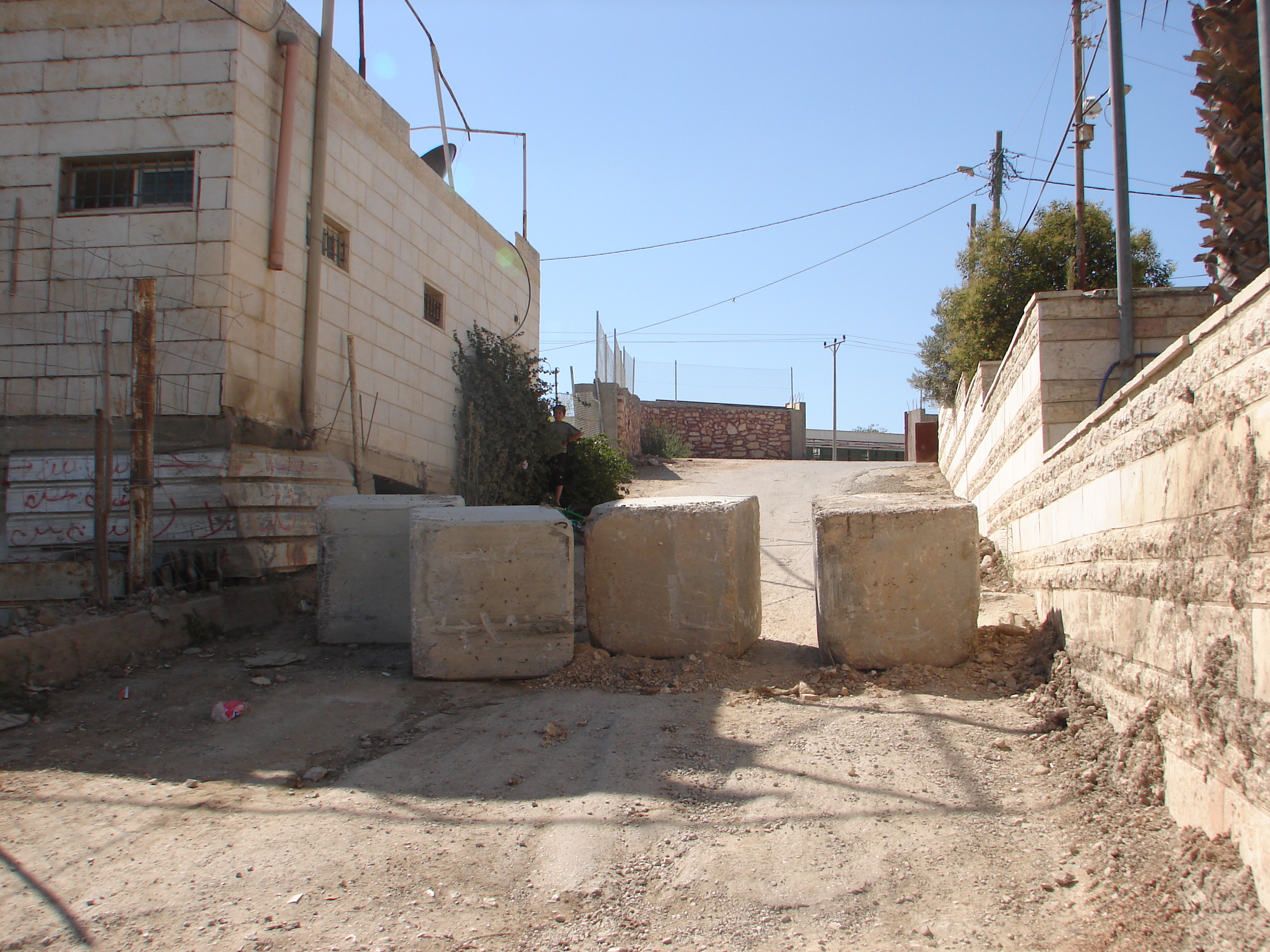
بلوک‌های سیمانی متری برای محدود کردن دسترسی استفاده می‌شود. ژوئیه ۲۰۰۶

## زمینه
اشغال در جریان اراضی فلسطینی به دست اسرائیل و توسعه شهرک‌های اسرائیلی که تا سال ۲۰۰۵ در غزه نیز صورت می‌گرفت، تخاصمات بین فلسطینان و اسرائیلی‌ها را افزایش داد. در جریان انتفاضه دوم در سال ۲۰۰۰، در پاسخ به حملات فلسطینیان به سربازان و غیرنظامیان اسرائیلی، اسرائیل کنترل مرزها را سفت و سخت کرد.

## محاصره غزه
نیروهای دفاعی اسرائیل در اول سپتامبر ۲۰۰۵ نوار غزه را به عنوان بخشی از طرح خلع سلاح یکجانبه اسرائیل ترک کردند. توافقنامه حرکت و دسترسی (AMA) بین اسرائیل و تشکیلات خودگردان فلسطین در نوامبر ۲۰۰۵ به منظور بهبود آزادی حرکت و فعالیت اقتصادی فلسطینیان در نوار غزه منعقد شد. بر اساس شرایط آن، گذرگاه رفح با مصر باید بازگشایی می‌شد و ترددها توسط مقامات ملی فلسطین و اتحادیه اروپا نظارت می‌شد. فقط افراد دارای شناسنامه فلسطینی یا اتباع خارجی، به استثنای دسته‌بندی‌های خاص، تحت نظارت اسرائیل، مجاز به عبور و مرور بودند.
در ژوئن ۲۰۰۷ حماس کنترل نوار غزه را به دست گرفت و مقامات فتح را برکنار کرد. پس از این چیرگی، مصر و اسرائیل تا حد زیادی گذرگاه‌های مرزی خود با غزه را به این دلیل که فتح فرار کرده‌است و دیگر امنیت طرف فلسطینی را تأمین نمی‌کند، مسدود کردند.
به گفته بتسلیم، محاصره غزه به اقتصاد غزه آسیب رسانده و تجارت فلسطین بین کرانه باختری و نوار غزه را به‌طور قابل توجهی مختل کرده‌است. اسرائیل به‌طور قابل توجهی منطقه ماهیگیری در امتداد سواحل غزه را محدود کرده‌است و از دسترسی فلسطینیان به ۸۵ درصد از مناطق دریایی که در توافقنامه ۱۹۹۴ غزه و اریحا به آنها اختصاص داده شده بود جلوگیری می‌کند. ماهیگیران مورد حمله قرار می‌گیرند و قایق‌های آنها اغلب ضبط می‌شود.

## هوا و بندرهای غزه
اسرائیل اجازه فعالیت هوایی و بندرهای دریایی در غزه را نمی‌دهد، که ناقض توافقات بعدی بین اسرائیل و فلسطینیان است. فرودگاه غزه که توسط کشورهای کمک کننده تأمین مالی می‌شود، توسط بمباران و بولدوزرهای اسرائیل ویران شده‌است. یک پروژه بندر غزه که در سال ۲۰۰۰ آغاز شد، چند ماه پس از شروع ساخت، توسط ارتش اسرائیل ویران شد.

## اثرات اقتصادی
به گفته بتسلیم، محدودیت‌هایی که اسرائیل از زمان انتفاضه دوم اعمال کرده‌است، به‌طور کلی به عنوان دلیل اصلی بدتر شدن اقتصاد فلسطین و دلیلی برای افزایش بیکاری و فقر در میان فلسطینیان در کرانه باختری شناخته می‌شود.
به گفته بتسلیم، ده‌ها هزار فلسطینی در نتیجه مستقیم بسته شدن کرانه باختری که اسرائیل در آغاز انتفاضه دوم آغاز کرد، شغل خود را در اسرائیل از دست دادند. قبل از تعطیلی، ۱۱۰۰۰۰ فلسطینی در اسرائیل و شهرک‌ها مشغول به کار بودند که بسته به تعداد مجوزهایی که اسرائیل تصمیم می‌گیرد برای فلسطینی‌ها صادر کند، بسیار کاهش یافته‌است.
به گفته بتسلیم، ایست‌های بازرسی و محدودیت‌ها در کرانه باختری، رفت و آمد فلسطینی‌ها به محل کارشان و حمل کالاها به محل مورد نیاز را دشوار می‌کند. این امر هزینه‌های حمل و نقل را افزایش داده و در نتیجه منجر به کاهش سود برای شرکت‌های فعال در مناطق شده‌است. به گفته بتسلیم، محدودیت‌ها تجارت بین بخش‌های مختلف کرانه باختری را ناکارآمد، پرهزینه و نامنظم کرده‌است و این امر اقتصاد کرانه باختری را به بازارهای محلی کوچکتر تقسیم کرده‌است. کشاورزی و گردشگری دو بخشی هستند که از محدودیت‌های رفت و آمد آسیب زیادی دیده‌اند.
به گفته بتسلیم، واردکنندگان و صادرکنندگان فلسطینی به ویژه از محدودیت‌های اسرائیل در تجارت تجاری آسیب دیده‌اند. تولیدکنندگان فلسطینی که نیاز به واردات مواد خام دارند نیز با مشکلاتی مواجه شده‌اند و اقتصاد فلسطین به شدت به تجارت خارجی وابسته است.
گزارش بانک جهانی نتیجه می‌گیرد: «تا زمانی که محدودیت‌های اسرائیل برای دسترسی به منابع زمین و آب و جابه‌جایی وجود داشته باشد اکثریت کرانه باختری تا حد زیادی برای سرمایه‌گذاری اقتصادی فلسطین غیرقابل دسترس خواهد بود و فضای سرمایه‌گذاری نامطلوب باقی خواهد ماند و فرصت‌های تجاری بسیار پایین‌تر از پتانسیل خواهد بود».

## قانونی بودن محدودیت‌ها
حق آزادی حرکت در داخل کشورها در ماده ۱۳ اعلامیه جهانی حقوق بشر مصوب مجمع عمومی سازمان ملل متحد در سال ۱۹۴۸ به رسمیت شناخته شده‌است.
بتسلیم استدلال کرده‌است که عواقب محدودیت‌ها بر وضعیت اقتصادی جمعیت فلسطین به حدی شدید بوده‌است که حقوق تضمین شده توسط میثاق بین‌المللی حقوق اقتصادی، اجتماعی و فرهنگی - به ویژه حق معیشت، حق داشتن استاندارد زندگی قابل قبول، حق تغذیه، پوشاک و مسکن رضایت بخش و حق دستیابی به بهترین استاندارد سلامت جسمی و روانی را نقض می‌کند. .
بتسلیم همچنین استدلال می‌کند که محدودیت‌ها برای بیماران، مجروحان و باردارهای فلسطینی که به دنبال مراقبت‌های پزشکی حاد هستند، در تضاد با قوانین بین‌المللی است که بیان می‌کند که متخصصان پزشکی و بیماران باید اجازه عبور آزاد داشته باشند.

### دادگاه اسرائیل
دادگاه عالی اسرائیل این موضع اسرائیل را پذیرفته‌است که این کشور حق دارد از حرکت آزادانه مردم از طریق اسرائیل از نوار غزه به دلایل امنیتی جلوگیری کند. به گفته امیرا هس از هاآرتص، این سیاست یکی از اصول توافق اسلو را که می‌گوید غزه و کرانه باختری یک واحد جغرافیایی واحد را تشکیل می‌دهند، نادیده می‌گیرد.